# Eugeniusz Polmański
Eugeniusz Paweł Polmański (ur. 30 stycznia 1956 w Bobrownikach) – polski związkowiec, górnik, menedżer, działacz opozycji demokratycznej w okresie PRL.

## Życiorys
W 1977 ukończył Policealne Studium Zawodowe w Chorzowie, po czym podjął pracę w zawodzie górnika w Kopalni Węgla Kamiennego Andaluzja, w której był zatrudniony do 1992. W 1997 został absolwentem Wydziału Nauk Społecznych na Uniwersytecie Gdańskim, odbył też studia podyplomowe na Politechnice Gdańskiej.
Na początku września 1980 brał udział w strajku w KWK Andaluzja, został członkiem „Solidarności”. Po wprowadzeniu stanu wojennego uczestniczył w kilkudniowym proteście w swoim zakładzie pracy, następnie został członkiem niejawnej tymczasowej komisji zakładowej. W 1984 po przywiezieniu ze stolicy nadajnika wspólnie z innymi opozycjonistami uruchomił Radio „S” Piekar Śląskich. Zajmował się także redagowaniem podziemnego pisma „Nasze Sprawy” i dystrybucją wydawnictw drugiego obiegu (w tym „Tygodnika Mazowsze”). W 1988 brał udział w kolejnych strajkach, w rezultacie został zwolniony z pracy, przywrócono go po trzech miesiącach. W 1989 objął funkcję przewodniczącego bytomskiego Komitetu Obywatelskiego.
Na początku lat 90. został wiceprzewodniczącym zarządu Regionu Śląsko-Dąbrowskiego NSZZ „S”, później był asystentem przewodniczącego Komisji Krajowej Mariana Krzaklewskiego, a w latach 1997–1998 dyrektorem biura KP Akcji Wyborczej Solidarność. Później obejmował kierownicze funkcje w przedsiębiorstwach przemysłowych, był też urzędnikiem kontroli skarbowej, a w 2007 został dyrektorem biura Centrali Zbytu Węgla Węglozbyt.

## Odznaczenia
W 2011 prezydent Bronisław Komorowski, za wybitne zasługi w działalności na rzecz przemian demokratycznych w Polsce, odznaczył Eugeniusza Polmańskiego, a także jego zaangażowanych w działalność opozycyjną braci, Piotra i Leszka, Krzyżem Oficerskim Orderu Odrodzenia Polski.